# Petr Brestovanský
Petr Brestovanský (* 1. prosince 1969 Liberec) je český archeolog a publicista.

## Životopis
Působí v libereckém Severočeském muzeu, v jeho historickém a etnografickém oddělení. Ve své odborné praxi se podílel na průzkumu před rekonstrukcí svijanského zámku či rudnými ložisky v okolí Liberce nebo náměstím a přilehlými ulicemi v Hrádku nad Nisou, kde skupina pod jeho vedením objevila lidskou kostru ze 14. století pohřbenou na břichem dolů za hřbitovní zdí, což není obvyklý způsob ani poloha.
V roce 2014 se ve volbách do obecních zastupitelstev neúspěšně pokoušel o zisk mandátu v zastupitelstva města Liberce na kandidátce Starostů pro Liberecký kraj (SLK).

## Dílo
- BRESTOVANSKÝ, Petr, a kol. Funerální architektura: od pravěku po současnost. 1. vyd. Praha: České vysoké učení technické v Praze, 2011. 97 s. ISBN 978-80-01-04464-3.